# Jim Storm
James Storm, lepiej znany jako Jim Storm (ur. 12 sierpnia 1943 w Highland Park w Illinois) – amerykański aktor telewizyjny i filmowy.

## Wybrana filmografia

### Filmy fabularne
- 1971: Night of Dark Shadows jako Gerard Stiles
- 1973: The Invasion of Carol Enders (TV)
- 1974: Krzyk wilka (Scream of the Wolf) jako Chłopak
- 1977: Pies i kot (Dog and Cat, TV) jako Change Maker
- 1978: Śmiertelna poświata (Blue Sunshine) jako Tommy
- 1983: Bez śladu (Without a Trace) jako Reporter
- 2001: W pułapce ognia (Firetrap) jako Jack Calloway
- 2013: Krew odkupienia (Blood of Redemption) jako Senator Roswald

### Seriale TV
- 1968-69: Tylko jedno życie (One Life to Live) jako dr Larry Wolek
- 1970-71: Dark Shadows jako Gerard Styles
- 1971: The Secret Storm jako Sean Childers
- 1974: Kung Fu (serial telewizyjny) jako Joe Billy
- 1974: Planeta małp (Planet of the Apes) jako Romar
- 1976: Barnaby Jones jako Rezydent
- 1976: Sierżant Anderson (Police Woman)
- 1977: Prywatny detektyw Jim Rockford (The Rockford Files) jako Oficer (Phil)
- 1977: The Amazing Spider-Man jako ustawienia grupy
- 1979: Lekarze (The Doctors) jako Mike Powers
- 1981: Texas jako Jack Brent
- 1983: Hardcastle i McCormick (Hardcastle and McCormick)
- 1983-86: St. Elsewhere jako Dr Oliver George
- 1984: Żar młodości (The Young and The Restless) jako Neil Fenmore
- 1986: Blacke's Magic jako David Barr
- 1987: Hotel jako Dan Kates
- 1987-2009: Moda na sukces (The Bold and the Beautiful) jako Bill Spencer Sr.
- 1997-98: Sunset Beach jako Charles Lakin
- 2006: Freddie jako Frank
- 2007: Herosi (Heroes) jako Fitzpatrick